# Düna
Die Düna (lettisch Daugava, belarussisch Дзвіна Dswina, russisch Западная Двина Sapadnaja Dwina, polnisch Dźwina, livisch Vēna) ist ein in die Ostsee mündender, 1020 km langer Strom.
Der russische Name Sapadnaja Dwina bedeutet wörtlich übersetzt „Westliche Dwina“ zur Unterscheidung von der Nördlichen Dwina.

## Verlauf
Der Fluss beginnt in Russland auf den Waldaihöhen südlich von Bobrowez, Andreapolski Rajon, Oblast Twer nahe den Wolgaquellen.
Die Kleine Düna (russisch Двинец Dwinez) fließt bei Schtschewerewo (russisch Щеверево) aus dem Korjakino-See (russisch Озеро Корякино Osero Korjakino) etwa vier Kilometer bis in die Ochwato-Seenkette (russisch Озеро Охват Osero Ochwat). Der Durchfluss durch die Seen für circa 20 km wird bereits als Westliche Düna (russisch Западная Двина Sapadnaja Dwina) angesehen. Beim Zusammenfluss mit der Schaberka (russisch река Жаберка reka Schaberka) beginnt der eigentliche Flusslauf der Düna.
Sie fließt zunächst nach Südwesten. Bei Orljaki (russisch Орляки) ist die Flussmitte für zwei Kilometer Grenze zu Belarus und heißt jetzt Dswina (belarussisch Дзвіна). Nach Wizebsk (belarussisch Віцебск) setzt sie sich entlang dem Belarussischen Höhenrücken in westlichen Richtungen durch das nördliche Belarus fort.
Neben Ula (belarussisch Ула) zweigt das Kanalsystem Beresina (belarussisch Бярэзінская водная сістэма Bjaresinskaja wodnaja sistema, russisch Березинская водная система Beresinskaja wodnaja sistema) südlich ab. Früher war es eine Verbindung zum Dnjepr und somit Teil der Verbindung von der Ostsee zum Schwarzem Meer.
Bei Patarnieki wird die Daugava für 17 km zum Grenzfluss und fließt weiter durch Lettgallen, das südöstliche Gebiet von Lettland, durch Daugavpils (deutsch Dünaburg) und danach nach Nordwesten zum Rigaischen Meerbusen, wo sie im Rigaer Stadtteil Daugavgrīva (deutsch Dünamünde) in die Ostsee mündet.
Die Gesamtlänge liegt, je nach Berechnungsart, zwischen 1005 und 1020 km. Die Länge auf lettischem Territorium beträgt 357 km, in Belarus 335 km.

## Nebenflüsse
Anmerkung: Die Sortierung erfolgt jeweils flussabwärts.
| Linksseitig | Rechtsseitig |
| Russland | Russland |
| --- | --- |
| - Gorjanka (russisch Горянка) - Goroschek (russisch Горошек) - Netesma (russisch Нетесьма) - Roschenka (russisch Роженка) - Roschnja (russisch река Рожня) - Welessa (russisch Велеса) - Mescha (russisch Межа́) - Ossinowka (russisch Осиновка) - Serteika (russisch Сертейка) - Tschernawka (russisch Чернавка) - Welischka (russisch Велижка) - Ussodiza (russisch Усодица)                                        | - Streliza (russisch Стрелица) - Tschernaja (russisch Черная) - Wolkota (russisch Волкота) - Schaberka (russisch Жаберка река) - Gorodnja (russisch Городня) - Grustenka (russisch Грустенька) - Lossosna (russisch Лососна) - Oktscha (russisch река Окча) - Toropa (russisch Торо́па) - Schischiza (russisch Жижица) - Dvinka (russisch Двинка) - Apriza (russisch Априца) - Tschernoguska (russisch Черногузка) - Gnilowez (russisch Гниловец) - Draschinez (russisch Дражинец) - Oleska (russisch Олеська) (Grenzfluss RU/BY) |
| Belarus | |
| - Senkowka (belarussisch Сеньковка) - Dsisna (belarussisch Дзісна) - Kasplja (belarussisch Ка́спля) - Wizba - Lutschossa - Tscharnahosniza - Bikloscha - Krywinka - Ula (belarussisch У́ла) - Turauljanka - Uschatscha (belarussisch Усьвяча) - Natscha - Dysna (belarussisch Дзісна) - Wjanuschka - Kamenka - Wolta - Mjoryza - Wjata (belarussisch Вята) - Drujka (belarussisch Друйка) - Nikla (belarussisch Нікля) | - Uswjatscha (belarussisch Усьвяча) - Sosniza - Strunka - Trosniza - Palata - Peramerka - Bjaresina - Walynka - Luschasnjanka - Schewinka - Jaswinka - Setschna - Prudok - Obal (belarussisch Обаль) - Sosniza - Strunka - Trosniza - Palata - Peramerka - Bjaresina - Drissa (belarussisch Дрыса) - Smejka - Wuschyza - Sarjanka |
| Lettland | |
| - Vielka - Mālkalne - Lauze (lettisch Laucesa) - Eglona - Berezauka - Saka - Plenupite - Žīdupīte - Ņega - Līčupe - Līčupīte - Buļļupe - Ehlajne - Paunotschnaja Susseja | - Rossiza - Indryza - Zimela - Solodka - Skalsta - Jāņupīte - Bancānu - Rudna - Putānu upīte - Meļņička - Donaviņa - Liksna - Dubna - Nereta - Aiviekste (deutsch Ewst oder Awex) - Ogre (deutsch Oger) - Pērse - Dīvaja (auch Skrīve genannt) - Rītupīte - Kaibala - Mīlgrāvis (deutsch Mühlgraben) via Sarkandaugava (deutsch Rote Düna) in die Düna - Audupe |

## Wortherkunft
Der Fluss taucht als Dina, Tina, Tuna, Veina oder Dyna zuerst in Wikingersagas und der Nestorchronik auf. Die livische Bezeichnung ist Veina oder Ven. Dvna, eine latinisierte Form des deutschen Namens Düna, wurde in handschriftlichen mittelalterlichen Dokumenten verwendet und ist noch auf Landkarten des 17. Jahrhunderts zu finden.
Die lettische und litauische Bezeichnung Daugava wurde von Philologen (August Bielenstein, Ernest Blese, Jānis Endzelīns u. a.) auf den Wortstamm „daudz“ und „ūdens“ zurückgeführt und bedeutete ursprünglich etwa „großes Wasser“ oder „starker Strom“.
Nach Ansicht des Philologen Konstantīns Karulis war in der lettischen Sprache ursprünglich der Wortstamm Dyna gebräuchlich. Er wurde zwischen dem 14. und dem 17. Jahrhundert schrittweise von der heutigen Bezeichnung verdrängt.
In lettischen Dainas wird der Fluss unter anderem als „Mütterchen Düna“ (lettisch Daugaviņa māmuliņa) und als „Schicksalsfluss“ besungen.

## Geschichte

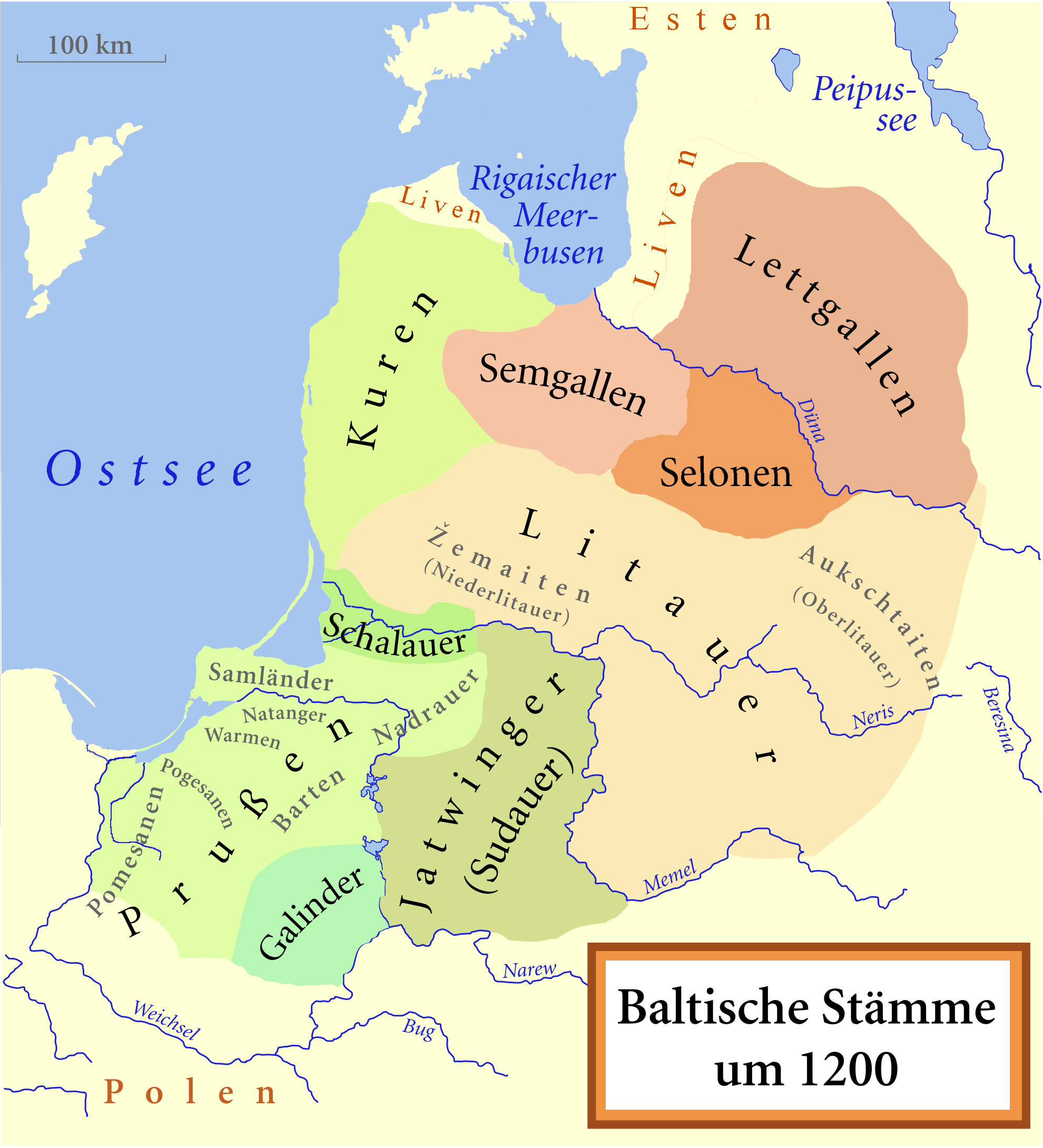
Baltische Stämme an der Düna (rot) Semgallen, Lettgallen und Selonen

Die Düna war seit dem vierten Jahrtausend v. Chr. Siedlungsgebiet indoeuropäischer Zuwanderer, aus denen sich im Laufe der Zeit ostbaltische Stämme formierten.
Im ersten Jahrhundert n. Chr. wird in der antiken Schrift Geographike Hyphegesis des Claudius Ptolemäus ein Fluss namens Rhubon (altgriechisch Ῥούβωνος Rhubonos oder Rhudon) erwähnt, der die Düna meint oder die Memel.
Der Fluss war seit alter Zeit ein bedeutender Handelsweg, auf dem man ohne große Schwierigkeiten in die Flusssysteme der Wolga und des Dnepr gelangen konnte.
Spätestens seit dem achten Jahrhundert war die Düna eine der Routen der Waräger (Wikinger) auf dem „Weg von den Warägern zu den Griechen“ ans Schwarze Meer. Wichtige Burgen waren unter anderem Grobin, Polazk und Wizebsk.
Seit dem neunten Jahrhundert sind an der Düna Kriwitschen um Polozk, seit dem 13. Jahrhundert die baltischen Stämme der Semgallen, Lettgallen und Selonen bekannt, aus denen sich in den folgenden Jahrhunderten das Volk der Letten entwickelte.
Im Mittelalter wurden die Handelswaren aufgrund des niedrigen Flussbetts und der vielen Stromschnellen bei Dünamünde von den größeren Schiffen auf Flöße oder Strusen für die Fahrt auf dem Fluss verladen.
Mit der Union von Wilna 1561 wurde der Fluss zu einer politischen und kulturellen Grenze.
Im 16. Jahrhundert änderte sich auch das Flussbett im Mündungsbereich. Der alte Abfluss, die Vecdaugava, versandete daraufhin.

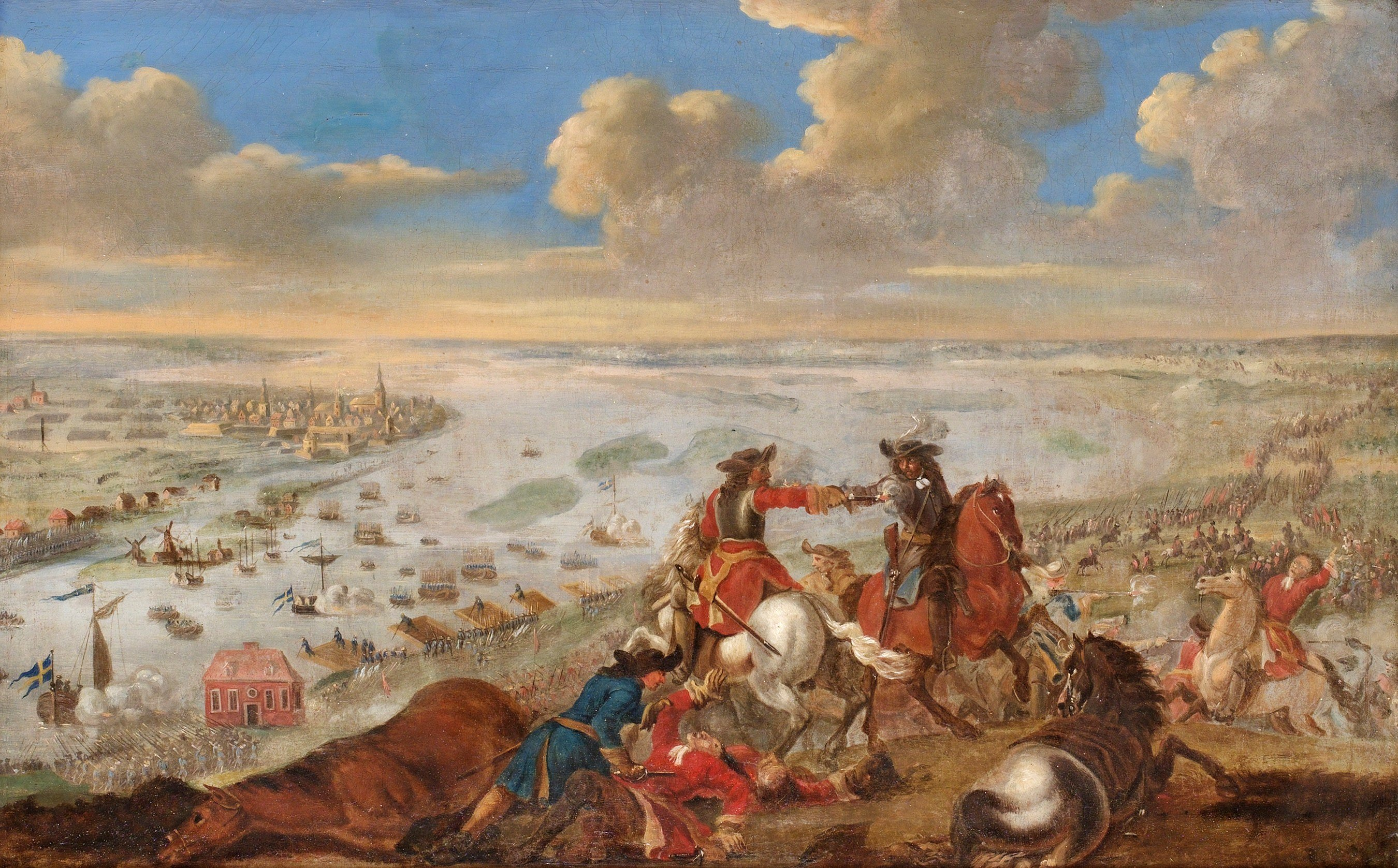
Karl XII. überquert die Düna, Gemälde von Johann Philip Lemke

Im Juli 1701 gab es im Rahmen des Großen Nordischen Krieges die Schlacht an der Düna, die in Krämershof (lettisch Krēmera muiža) nördlich von Rīga (jetzt im Stadtgebiet) ausgetragen wurde. Die bei der Schlacht von den Schweden errichtete Schiffbrücke wurde der Vorläufer der Akmens Tilts, der zentralen Brücke Rigas.
Seit 1913 plante die „Riga-Cherson-Kanalkommission“, ein Zusammenschluss von Rigenser Kaufleuten und Industriellen, einen Kanal zwischen Witebsk an der Düna und Orscha am Dnepr, der beide Ströme und so Riga mit der Hafenstadt Cherson am Schwarzen Meer verbinden sollte. Dabei waren auf der Düna sechs Staustufen mit je einem Wasserkraftwerk vorgesehen, u. a. bei Pļaviņas (dt. Stockmannshof), bei Ķegums (dt. Keggum) und bei Doles sala (dt. Dahlen) / Salaspils (dt. Kirchholm). Infolge des Ersten Weltkrieges, durch den das Kaiserreich Russland zerfiel und Lettland unabhängig wurde, zerschlug sich das Vorhaben des Kanal- und Wasserkraftwerkbaus.

## Verkehr

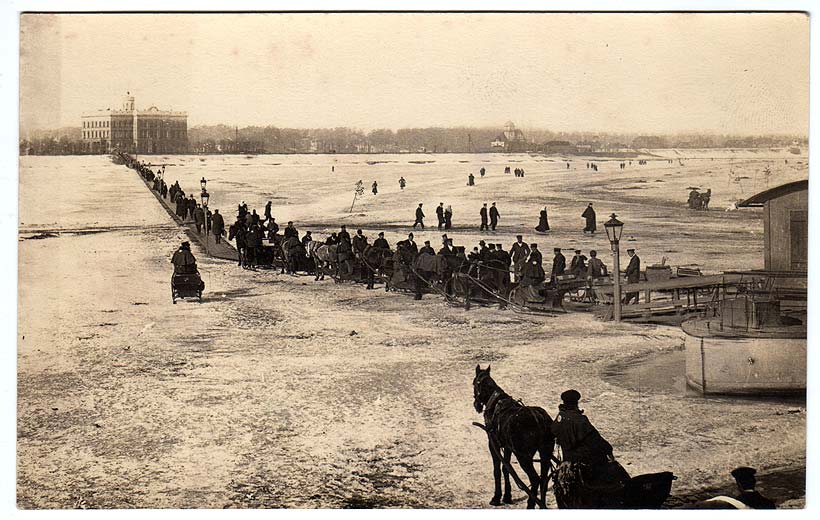
Alte Postkarte zeigt Winterverkehr auf der Düna

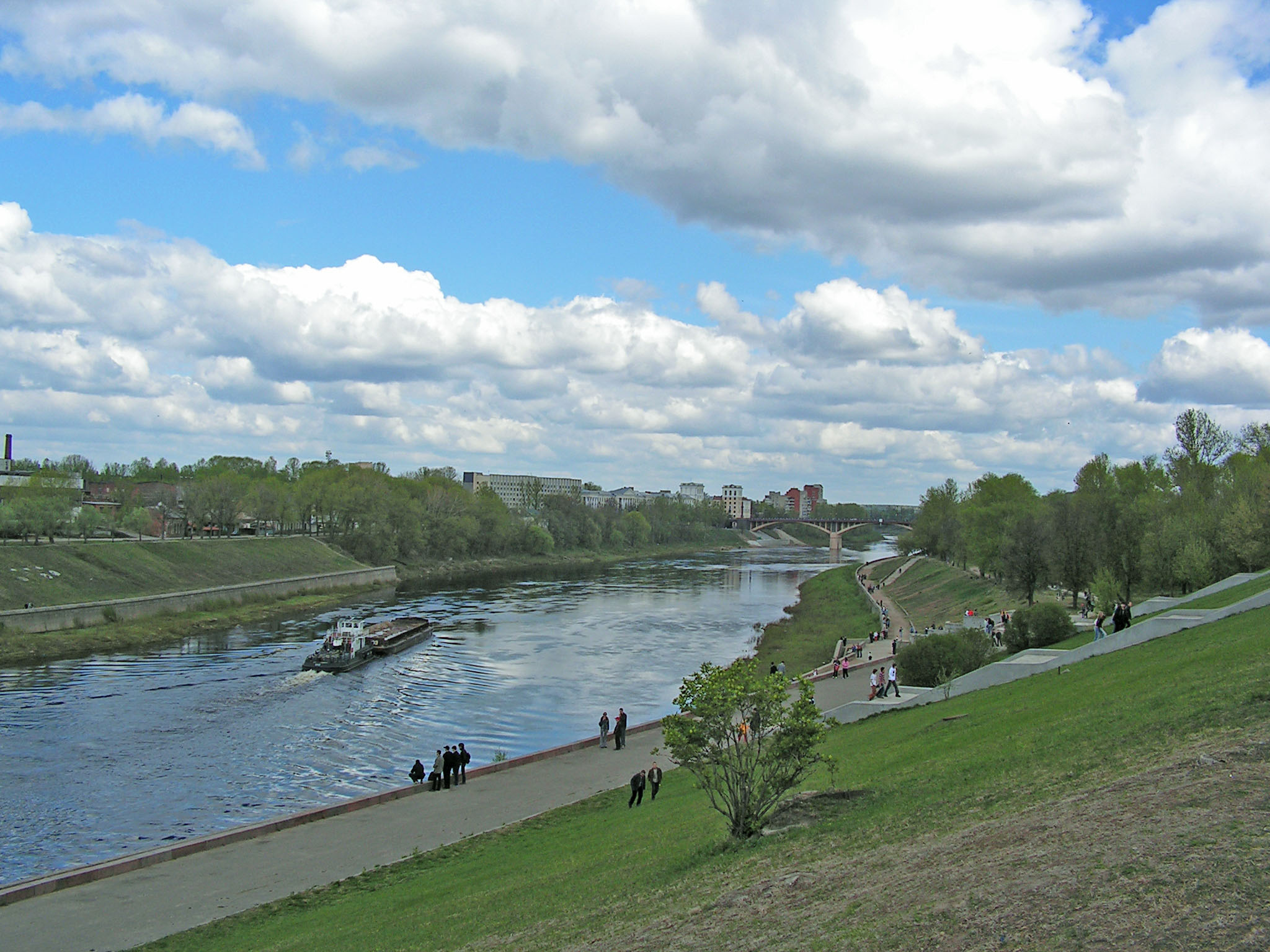
Die Düna bei

Die Düna ist im russischen Abschnitt nur für den Bootsverkehr nutzbar. Bei ausreichendem Wasserstand ist sie ab Belarus schiffbar bis CEMT I, ab Jekabpils auch bis CEMT III. Im Mündungsbereich ist ab der Vanšu-Brücke in Riga der Seeverkehr möglich. Wegen einiger Sperrwerke ist ein durchgehender Schiffsverkehr nicht mehr möglich.
Im 19. Jahrhundert bestand eine Verbindung zwischen Ostsee und Düna, über den Nebenfluss Ula, das Kanalsystem Beresina zum Dnjepr und bis in das Schwarze Meer. Durch den Ausbau der Bahn- und Straßenverbindungen verlor der Wasserweg an Bedeutung. Die wasserbautechnischen Anlagen verfielen. Diese Strecke ist nur noch teilweise für den Ausflugs- und Sportbootverkehr befahrbar.
Sehr beliebt bei Wassersportlern ist der Naturpark „Daugavas Loki“ (Daugava-Bögen) zwischen Kraslava und Krauja.

## Stauseen und Wasserkraftwerke
Was die junge Republik Lettland von den Planungen der „Riga-Cherson-Kanalkommission“ verwirklichte, war der Bau des Stausees und des Wasserkraftwerkes bei Ķegums (Ķeguma hidroelektrostacija, meist abgekürzt: Ķeguma HES) von 1936 bis 1940. Der zweite Stausee mit Wasserkraftwerk wurde zur sowjetischen Zeit  – trotz heftiger Proteste der lettischen Bevölkerung  – von 1959 bis 1968 bei Pļaviņas errichtet (Pļaviņu hidroelektrostacija, meist abgekürzt: Pļaviņu HES). Der dritte lettische Stausee mit Wasserkraftwerk bei Salaspils nahe Riga (Rīgas hidroelektrostacija, meist abgekürzt: Rīgas HES) wurde 1974 fertiggestellt.
Die Proteste von Naturschützern gegen ein in den 1980er Jahren geplantes viertes Stauwerk bei Dünaburg bezeichnen den Beginn einer nationalen Bewegung, die 1990/91 zur Wiederherstellung der Unabhängigkeit Lettlands führte.
Am 30. Juni 2017 wurden ein Wasserkraftwerk und eine Schleuse etwa acht Kilometer stromaufwärts von Witebsk (belarussisch Витебская ГЭС Witebskaja GES) in Betrieb genommen. Die vier Turbinen haben eine Gesamtleistung von 40 MW, die geplante jährliche Stromerzeugung wird mit 138 Mio. kWh angegeben. Die erzeugte Energie wird in das 110-kV-Netz übertragen.